# 德拉戈達納鄉
44°44′N 25°21′E / 44.733°N 25.350°E
德拉戈達納鄉（羅馬尼亞語：Comuna Dragodana, Dâmbovița），是羅馬尼亞的鄉份，位於該國南部，由登博維察縣負責管轄，面積66平方公里，海拔高度215米，2007年人口6,927，人口密度每平方公里105人。